# Euasteron ursulae
Euasteron ursulae là một loài nhện trong họ Zodariidae.
Loài này thuộc chi Euasteron. Euasteron ursulae được Barbara C. Baehr miêu tả năm 2003.